# Raúl González (pallamanista)
Raúl González Gutiérrez (Valladolid, 8 gennaio 1970) è un ex pallamanista e allenatore di pallamano spagnolo, commissario tecnico della nazionale di pallamano maschile della Serbia.

## Palmarès

### Giocatore

#### Club
- Coppa del Re: 1

Valladolid: 2004-05
- Coppa ASOBAL: 1

Valladolid: 2002-03

#### Nazionale
- Olimpiadi

 Atlanta 1996

### Allenatore

#### Competizioni nazionali
- Campionato macedone di pallamano maschile: 4

Vardar: 2014–15, 2015–16, 2016-17, 2017-18
- Coppa di Macedonia del Nord: 5

Vardar: 2013-14 2014–15, 2015–16, 2016-17, 2017-18
- Supercoppa macedone: 1

Vardar: 2017
- Division 1:

PSG: 2018-19, 2019-20, 2020-21, 2021-22, 2022-23, 2023-24, 2024-25
- Coppa di Francia: 2

PSG: 2020-21, 2021-22
- Coppa di Lega: 1

PSG: 2018-19
- Supercoppa di Francia: 2

PSG: 2019, 2023

#### Competizioni internazionali
- EHF Champions League: 1

Vardar: 2016–17
- SEHA League: 3

Vardar: 2013–14, 2016–17, 2017-18

### Individuale
- Miglior allenatore del campionato francese 2019-20